# Royal Oak (Schiff, 1674)
Die Royal Oak war ein englisches Segellinienschiff und das zweite im 17. Jahrhundert gebaute Schiff dieses Namens. Ihr sollten in den kommenden Jahrhunderten noch eine Reihe weiterer Schiffe der Royal Navy folgen, die ebenfalls denselben Namen trugen.

## Geschichte

### Baugeschichte
Die HMS Royal Oak wurde in der Werft in Deptford (London) gebaut und lief 1674 vom Stapel. Sie war als Linienschiff 3. Ranges konzipiert worden und verfügte mit zuletzt 74 Kanonen in zwei Decks über nahezu die maximale Anzahl an Geschützen, die für diesen Linienschiffsrang vorgesehen waren.
1684 erfolgte eine Anpassung des Heckspiegels des Schiffes, der bisher das Wappen des Hauses Stuart gezeigt hatte, an die neu gebauten Schiffe von 1677. Im Jahr 1713 wurde die Royal Oak schließlich komplett zerlegt und neu zusammengebaut. Sie erhielt dadurch ein völlig neues Aussehen und abermals einen neuen Heckspiegel.
Im ersten Jahr des Siebenjährigen Krieges in Europa (1756/57) wurde die Royal Oak gehulkt, das heißt, dass sie außer Dienst gestellt und ihre Masten entfernt wurden. Der Hulk diente fortan als Gefängnisschiff in Plymouth. Im letzten Kriegsjahr (1763) wurde die Royal Oak dann endgültig abgewrackt.

### Einsätze
1704 nahm die Royal Oak an der Seeschlacht bei Vélez-Málaga teil, der größten Seeschlacht des Spanischen Erbfolgekrieges, die unentschieden endete. Die zweite und gleichzeitig letzte Seeschlacht, an der das Schiff beteiligt war, war jene vor Kap Passaro, die 1718 im Rahmen des Krieges der Quadrupelallianz ausgetragen wurde und mit einem großen britischen Sieg über die spanische Flotte endete.

## Rezeption
Das Heeresgeschichtliche Museum in Wien besitzt ein großes Modell der Royal Oak, das im Marinesaal ausgestellt ist und das Schiff nach dem Umbau von 1684 zeigt. Es wurde erst 1990 als Modell der Royal Oak identifiziert und kam ursprünglich vermutlich durch George Forbes, den 3. Earl of Granard (1685–1765) in die damals habsburgische Hafenstadt Triest. Forbes sollte ab 1719 als Oberbefehlshaber der Marine im Auftrag Kaiser Karl VI. (reg. 1711–1740) eine schlagkräftige österreichische Marine aufbauen, scheiterte aber am mangelnden finanziellen Einsatz und dem Unverständnis der habsburgischen Verwaltung, sodass er bereits nach zwei Jahren von seinem Posten zurücktrat.
Das Heeresgeschichtliche Museum besitzt ferner ein Relief des Heckspiegels der Royal Oak, wie er sich ab 1684 präsentierte. Vermutlich wurde dieses Relief im 19. Jahrhundert nach dem oben erwähnten Modell angefertigt. Im Jahr 2018 wurde es aus einem umfassenden Bestand an historischen Marineobjekten angekauft. Seine Datierung „erb[aut]. 1697“ lässt sich aber anhand von Quellen nicht belegen und hat daher als eine bloße Annahme zu gelten.

## Technische Beschreibung
Die Royal Oak war als Batterieschiff mit zwei durchgehenden Geschützdecks konzipiert. Sie war ein Rahsegler mit drei Masten (Fockmast, Großmast und Kreuzmast). Lediglich am Kreuzmast befand sich auf der untersten Position (Unterbesansegel) ein Lateinersegel. Auf der Spitze des Bugspriets war zudem noch eine Mars und ein weiterer kleiner Mast, der Sprietmast angebracht, an dem ebenfalls noch ein kleines Rahsegel gesetzt werden konnte.
Der Rumpf schloss im Heckbereich mit einem Heckspiegel, in den Galerien integriert waren, die in die seitlich angebrachten Seitengalerien mündeten. Diese waren aus Repräsentationsgründen durch zeitspezifische Schnitzereien und Bildhauerarbeiten geschmückt. An der obersten Position des Heckspiegels befanden sich traditionell bis zu drei Hecklaternen. Die Beplankung des Schiffes war kraweel ausgeführt, das heißt, die Enden der Planken stießen stumpf aufeinander, sodass eine glatte Außenfläche entstand.
Da das Schiff im Laufe seines Lebens zweimal Rebuild wurde, variieren die Schiffsmaße:
|         | Länge (Batteriedeck) | Länge (Kiel) | Breite  | Tiefgang | Vermessung           |
| ------- | -------------------- | ------------ | ------- | -------- | -------------------- |
| Design  | 48,86 m              |              | 12,34 m | 5,51 m   | 1107 tons (bm)       |
| ab 1690 | 47,86 m              |              | 13,44 m | 5,5 m    | 1154 10⁄94 tons (bm) |
| ab 1713 | 45,72 m              |              | 12,51 m | 5,2 m    | 1106 33⁄94 tons (bm) |

## Besatzung
Die Besatzung hatte bei Indienststellung eine Stärke von 310–470 Mann (Offiziere und Unteroffiziere bzw. Mannschaften). Nach ihrem Rebuilds erhöhte sich diese auf 500 Mann ab 1690 und 440 Mann ab 1713.